# 4416-os mellékút (Magyarország)
A 4416-os számú mellékút egy majdnem pontosan 11 kilométer hosszúságú, négy számjegyű országos közút Csongrád-Csanád vármegyében; Földeák és Maroslele községeket köti össze egymással, Óföldeák településnek pedig az egyedüli megközelítési útvonalát képezi.

## Nyomvonala
Földeák közigazgatási területén, de külterületen – a falu belterületének déli szélétől bő fél kilométerre – ágazik ki a 4415-ös útból, nem messze annak a 19.  kilométerétől. Nyugat felé indul, majd másfél kilométer után kicsit délebbi irányt vesz. Nagyjából 2,5 kilométer megtételét követően átlép Óföldeák területére, a lakott terület keleti szélét 3,1 kilométer után éri el, a Széchenyi István utca nevet felvéve. A központban, a 3,600-as kilométerszelvénye előtt kiágazik belőle a 44 125-ös út – ez tekinthető a kis falu főutcájának – és nem sokkal a 4. kilométere után ki is lép a belterületről.
AZ 5. és 6. kilométerei között két, közel derékszögű irányváltása következik, de ezeket elhagyva újból délnyugat felé folytatódik. 7,5 kilométer után éri el Gencshát településrészt, elhalad annak északi széle mellett, majd a 8. kilométerénél, egy kisebb vízfolyást áthidalva átlép Maroslele területére. Bő fél kilométerrel arrébb, felüljárón, csomópont nélkül – ám egy kisebb irányváltással – elhalad az M43-as autópálya fölött, majd visszatér a délnyugati irányhoz. Így ér véget, beletorkollva a 4414-es útba, annak 18,900-as kilométerszelvénye közelében.
Teljes hossza, az országos közutak térképes nyilvántartását szolgáló kira.gov.hu adatbázisa szerint 11,012 kilométer.

## Települések az út mentén
- Földeák
- Óföldeák
- Maroslele